# Čierna nad Tisou

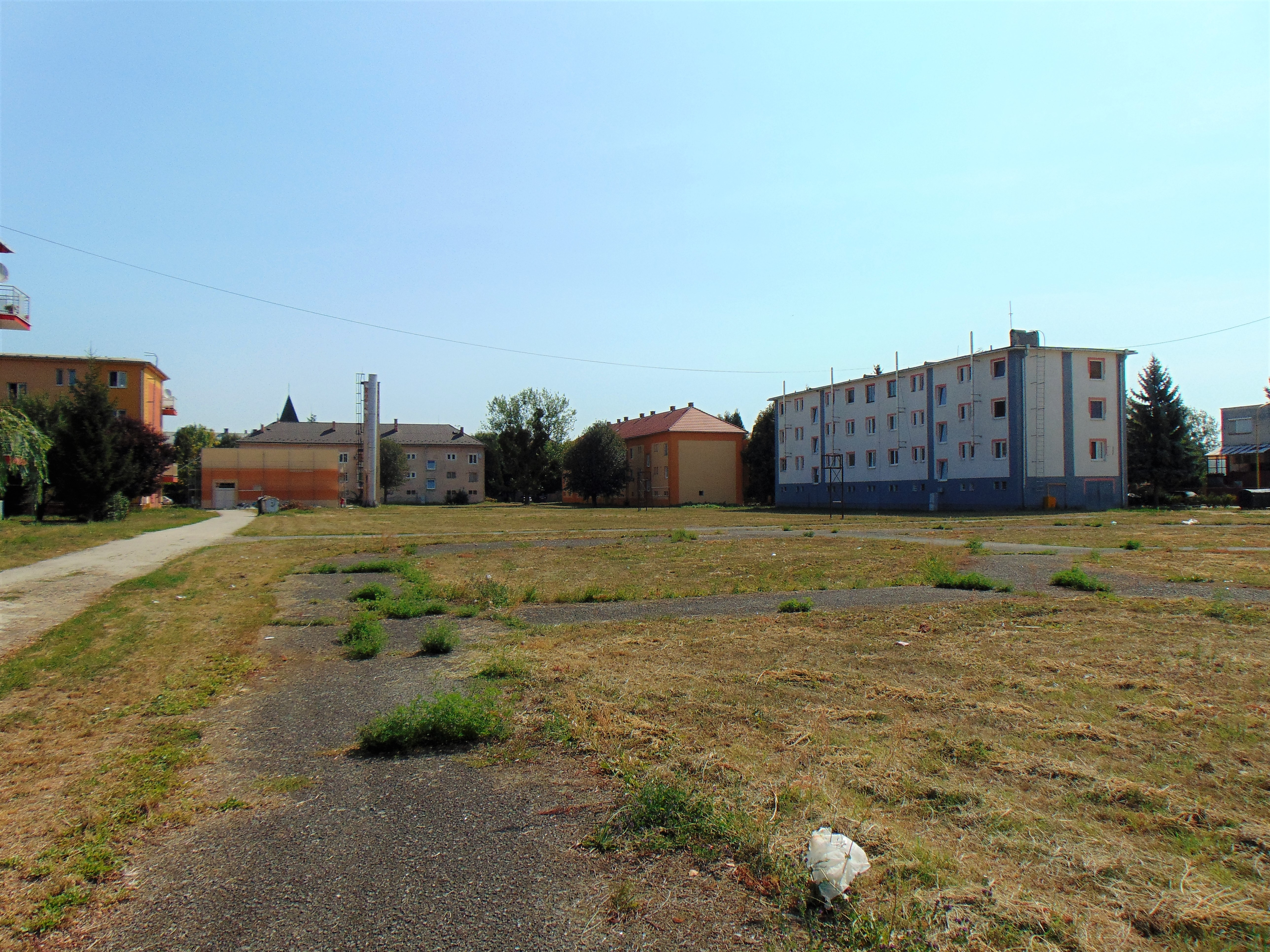
Sídliště

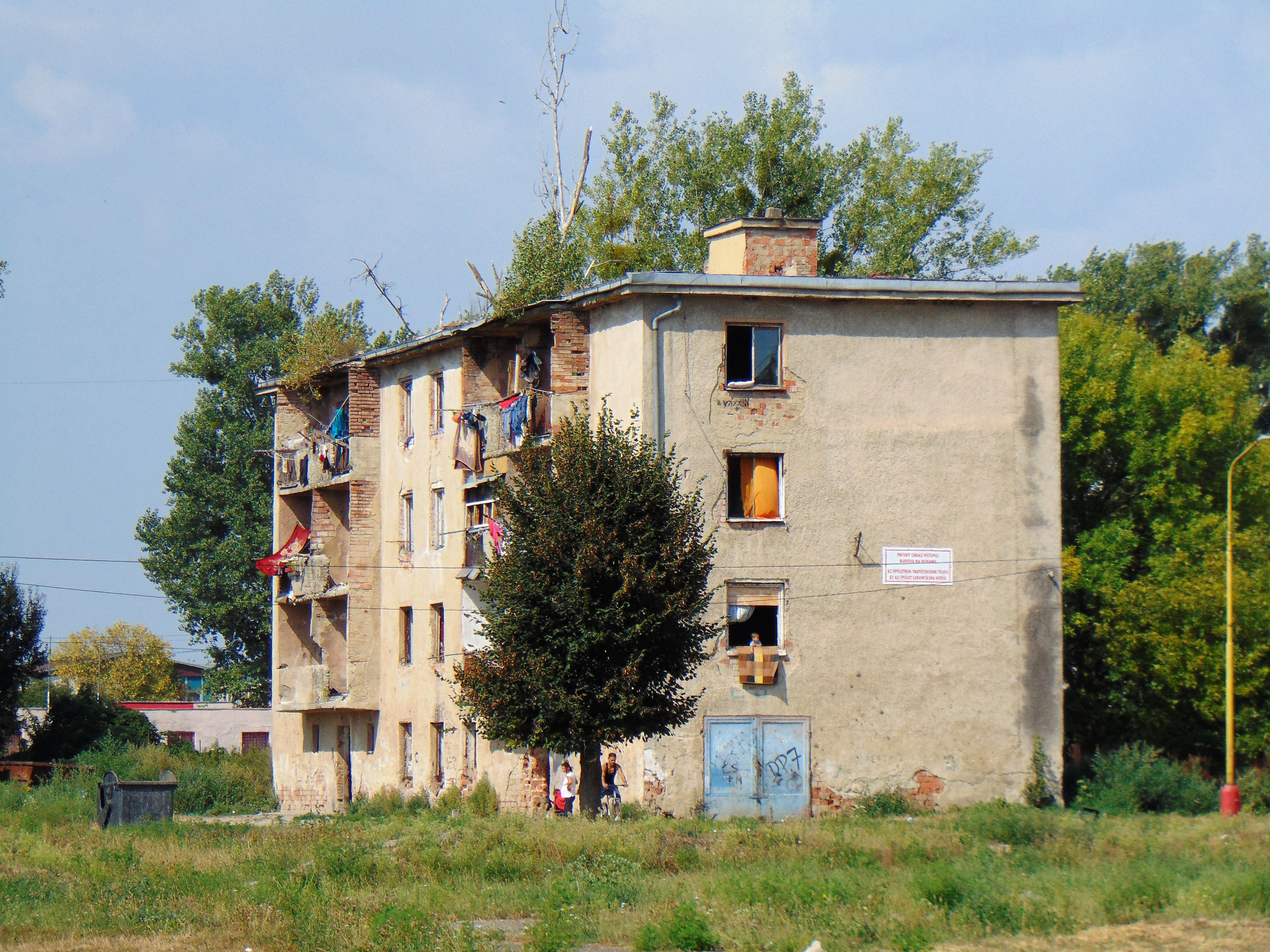
Romská čtvrť

Čierna nad Tisou (maďarsky Tiszacsernyő, ukrajinsky Чорна над Тисою) je město na východním Slovensku v Košickém kraji, okrese Trebišov a na Zemplíně, blízko hranic s Maďarskem a Ukrajinou.

## Polohopis
Město leží v jihovýchodním cípu Slovenska na trojmezí Ukrajiny, Maďarska a Slovenska a na rozhraní spádových území obcí Čierna, Malé Trakany, Veľké Trakany, Biel a Boťany. Obec a později město bylo budováno v souladu s potřebami Československa a Sovětského svazu na zajištění železniční výměny zboží spojené s jejich překládkou (důvodem je rozdílný rozchod kolejí, používaný na východě Evropy a ve střední a západní Evropě), a to poměrně v krátké době. Město je vzdálené od hlavního města Bratislavy 496 km, krajského města Košice 111 km a okresního města Trebišov 68,6 km.

### Ulice
V Čierné nad Tisou se nachází 16 ulic: Dukelských hrdinov, Jarná, Jesenná, Jesenského, Jilemnického, Hlavná, Letná, Obrancov mieru, Radová, SNP, Školská, Trakanská, Zimná, Záhradná, Železničná, 1. mája a jedno náměstí – Námestie pionierov.

### Vodní toky
Okrajem katastru města protéká řeka Tisa, která tvoří státní hranici s Maďarskem a od centra je vzdálena 5,5 kilometru.

### Vodní plochy
V okolí města, v katastrálním území obce Malé Trakany, leží rekreační středisko Zlaté písky Tisa. V těchto místech řeka Tisa tvoří státní hranici mezi Slovenskem a Maďarskem. Slovenská strana je lemována písečnými plážemi, vytvořenými naplaveným jemným říčním pískem.

## Symboly města
Podle heraldického registru přijalo město své symboly 21. října 1982. Znak představuje spojení zaměstnaneckého motivu (kolo lokomotivy) a mluvícího symbolu (černá barva štítu odvozená od názvu města).

### Znak
V černém štítu kolo lokomotivy vpravo dole s protizávažím, vše stříbrné.

### Vlajka
Vlajka města sestává ze dvou podélných pruhů bílo-černého a černo-bílého. V horním pruhu v žerďové části je bílý a v dolním pruhu černý čtverec. Vlajka má poměr stran 2:3 a je ukončena dvěma cípy, tj. jedním zástřihem, sahajícími do třetiny její listu.

## Dějiny
Oblast, kde stojí dnešní město, byla až do 30. let 20. století téměř bez osídlení – severovýchodně ležela pouze malá obec Čierna. První zmínky o této obci jsou z roku 1828 a po více než další století byla jednou z mnoha vesnic ve zdejší rovinaté oblasti. I při stavbě trati z Košic do Čopu zde byla vybudována jen malá zastávka; stanice se nacházely v sousedním Pribeníku a uzlovém Čopu. Po skončení 2. světové války byla několik kilometrů odsud vytyčena nová hranice mezi Československem a Sovětským svazem a z toho vyplynula potřeba nového hraničního přechodu. Samotné město bylo založeno roku 1946 na základě vládního usnesení o zabezpečení přepravy zboží mezi ČSR a SSSR a opačně. Původní název nového města měl znít „Čierna pri Čope“, ale po roce 1948 byl z politických důvodů nahrazen neutrálním „Čierna nad Tisou“, přestože to není geograficky zcela správně a Tisa je od města vzdálena několik kilometrů (blíže k ní jsou obce Malé a Veľké Trakany). Stavba byla rozdělena do tří etap – v první byly postaveny základy železniční stanice (včetně nové širokorozchodné trati z SSSR) a několik provizorních dřevěných budov, které byly později zbourány. Postupně byly dostavovány další budovy a již v polovině 50. let byla v provozu zcela nová železniční stanice, bytové domy a kulturní zázemí. Ve druhé etapě (od šedesátých let) byla postavena nová budova městského úřadu, Hotel Úsvit a další byty. Mezitím pokračovala i výstavba obrovského překladiště, která probíhala s přestávkami až do 70. let. Většina obyvatel města tak byla (a stále je) zaměstnána právě v železničním uzlu (k roku 2016 jde o více než 1100 pracovníků z původních 6000). I dnes je toto železniční překladiště jedno z největších v Evropě a denně je tu přeloženo více než 20 000 tun nákladu.
Roku 1957 byla rozšiřující se obec administrativně oddělena od Čierné a status města obdržela v roce 1969. Ve dnech 29. července – 1. srpna 1968 se v železničním vagónu a v místním Kulturním domě železničářů setkal Alexander Dubček s Leonidem Brežněvem za přítomnosti dalších činitelů, aby vyjednávali o budoucnosti Československa.
V polovině 80. let ve městě vznikl první průmyslový závod. Šlo o pobočku firmy AŽD Praha. V té době byla také postupně zastavena výstavba města a v roce 1990 dosáhl počet obyvatel svého maxima – více než 8000. O 20 let později v roce 2011 byl už méně než poloviční (3885) a i nadále klesá, i když už mírněji (3524 ke konci roku 2021 neboli 10% za 10 let). Mnoho budov ve městě bylo opuštěno a chátrá, nebo byly strženy. I dříve honosná budova Hotelu Úsvit je již prázdná a v havarijním stavu.

### Historie překladiště

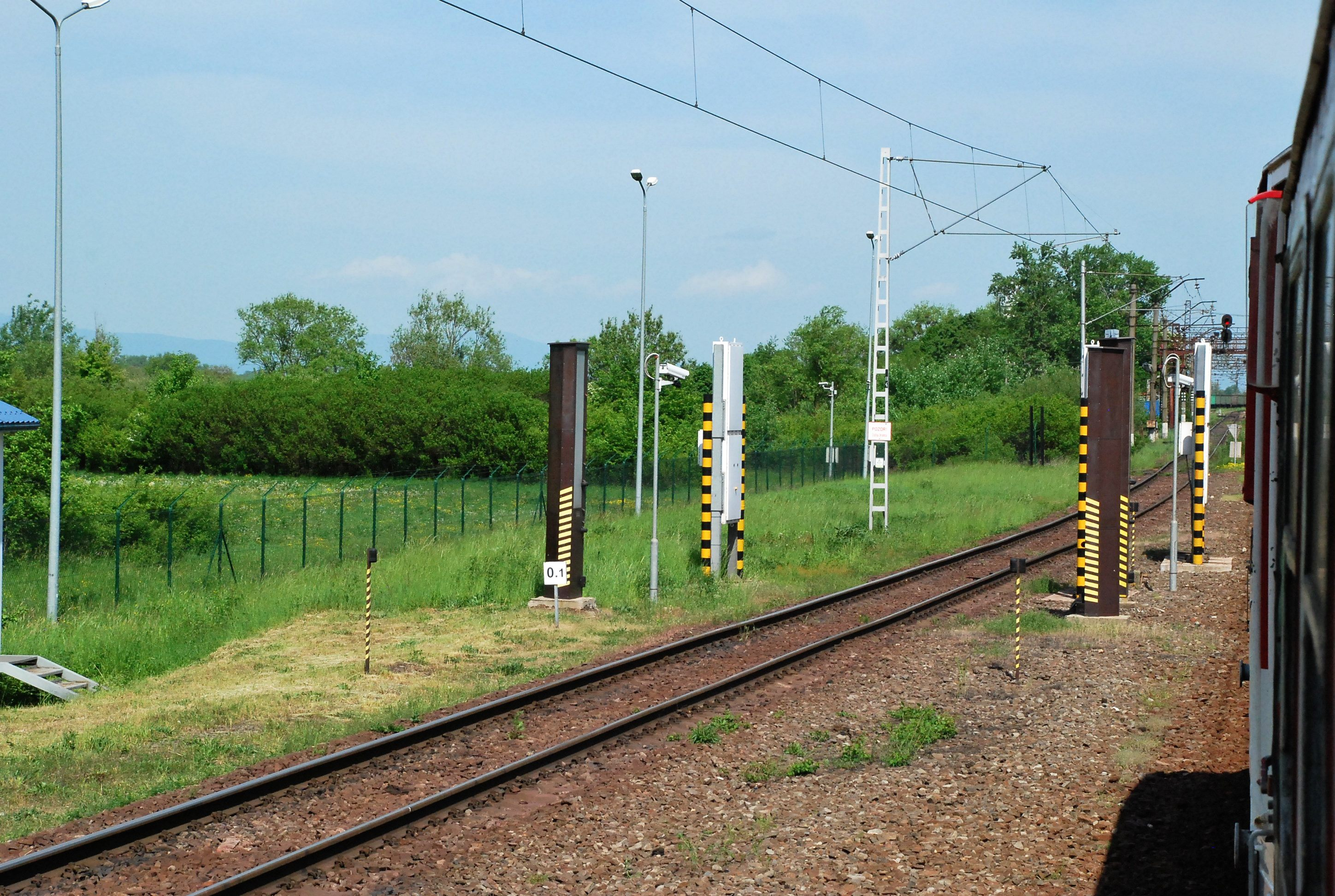
Železniční skener

Překladiště bylo v počátku budováno jako jednosměrné překladiště zboží ze Sovětského svazu a dálného východu do celé Evropy. Významnou roli sehrálo v roce 1947 při překládce obilí v důsledku velkého sucha. Jeho význam se zvyšujícím se objemem překládaného zboží postupně rostl. Ze začátku převládala překládka ropy do rafinerie Slovnaft, později rostl objem strojů a zařízení a také objem umělých hnojiv, nechyběly ani stavební, potravinářské, či jiné speciální obchodní komodity. Význam překladiště rostl až do roku 1989, kdy s ohledem na politické změny nastal útlum přepravních aktivit.

## Obyvatelstvo
V roce 1990 počet obyvatel dosáhl maxima - přes 8000. V následujících 10 letech klesl počet obyvatel o 45%. Za dalších 10 let klesl o dalších 10%. V roce 2022 žilo v obci jen něco přes 40% původního počtu obyvatel.
Podle sčítání obyvatel z roku 2001 žilo v obci 4645 obyvatel, z toho 2792 Maďarů (60%), 1554 Slováků (33%), 244 Romů, 15 Čechů, 11 Ukrajinců, 6 Rusínů.
Podle sčítání obyvatel z roku 2011 žilo v obci 3885 obyvatel, z toho 2419 Maďarů (62%), 1298 Slováků (33%), 16 Romů, 8 Rusů (Rusínů?), 7 Ukrajinců, 6 Čechů, 2 obyvatelé jiné národnosti. 129 obyvatel (3%) národnost neuvedlo.
V roce 2014 bylo napočítáno 3683 obyvatel.
K 31.12.2021 měla obec 3 524 obyvatel.

## Hospodářství a infrastruktura
Dominantním faktorem ekonomického života ve městě je železniční překladiště. Útlum v jeho činnosti po roce 1989 znamenal i útlum v místní ekonomice.

### Důležité firmy
- ZSSK Cargo, ZSSK, ŽSR
- Celní úřad
- Středisko výroby AŽD

### Školství
- Základní škola se slovenským vyučovacím jazykem, Školská ul. 160/3
- Základní škola s maďarským vyučovacím jazykem, Zimná 189/8
- Základní umělecká škola, Školská ul. 168/41
- Spojená škola s org.zlož.SOUŽ a OA, Železničná 127/43

## Partnerská města
- Záhony, Maďarsko
- Ajak, Maďarsko
- Čop, Ukrajina

## Galerie

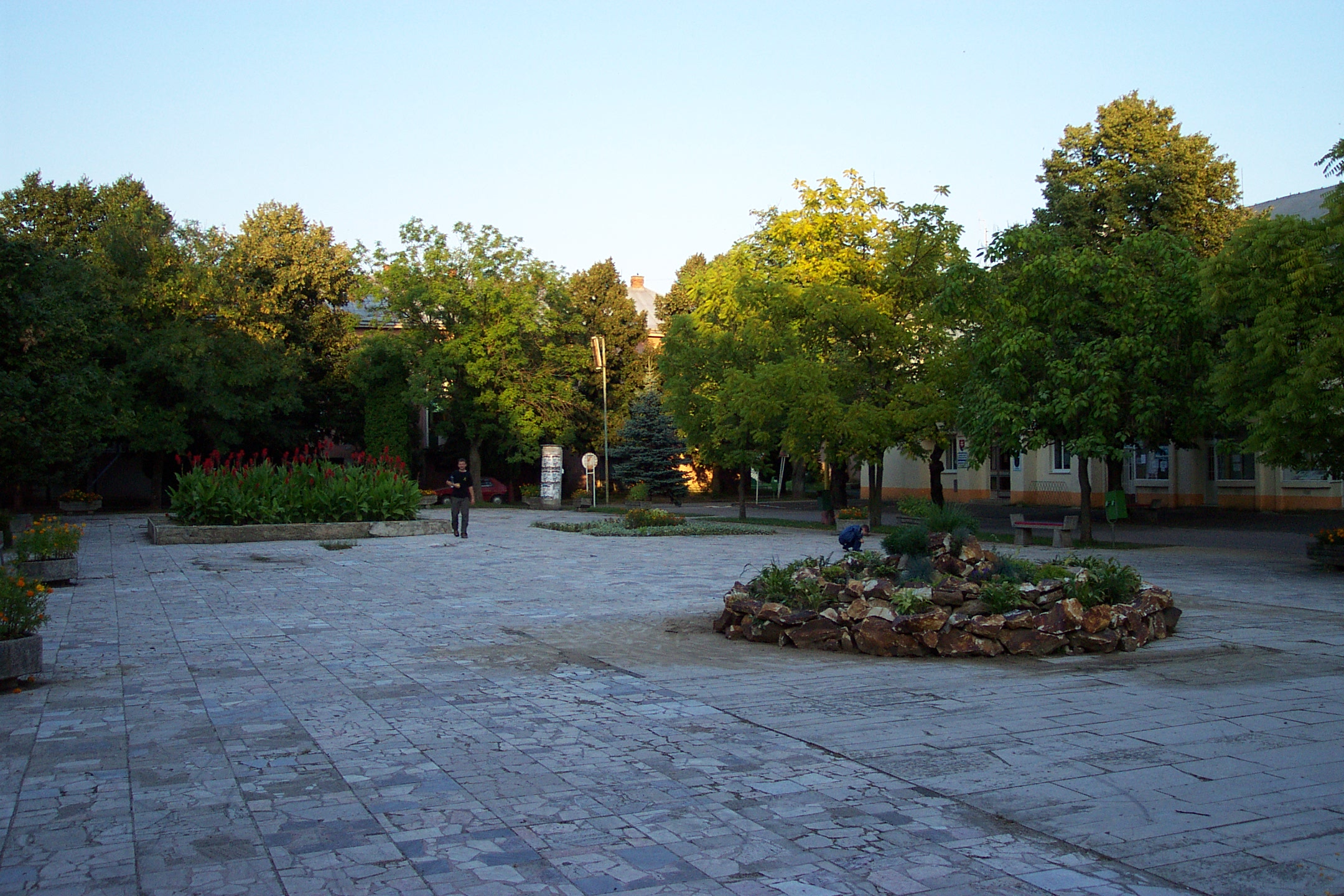
Náměstí pionýrů
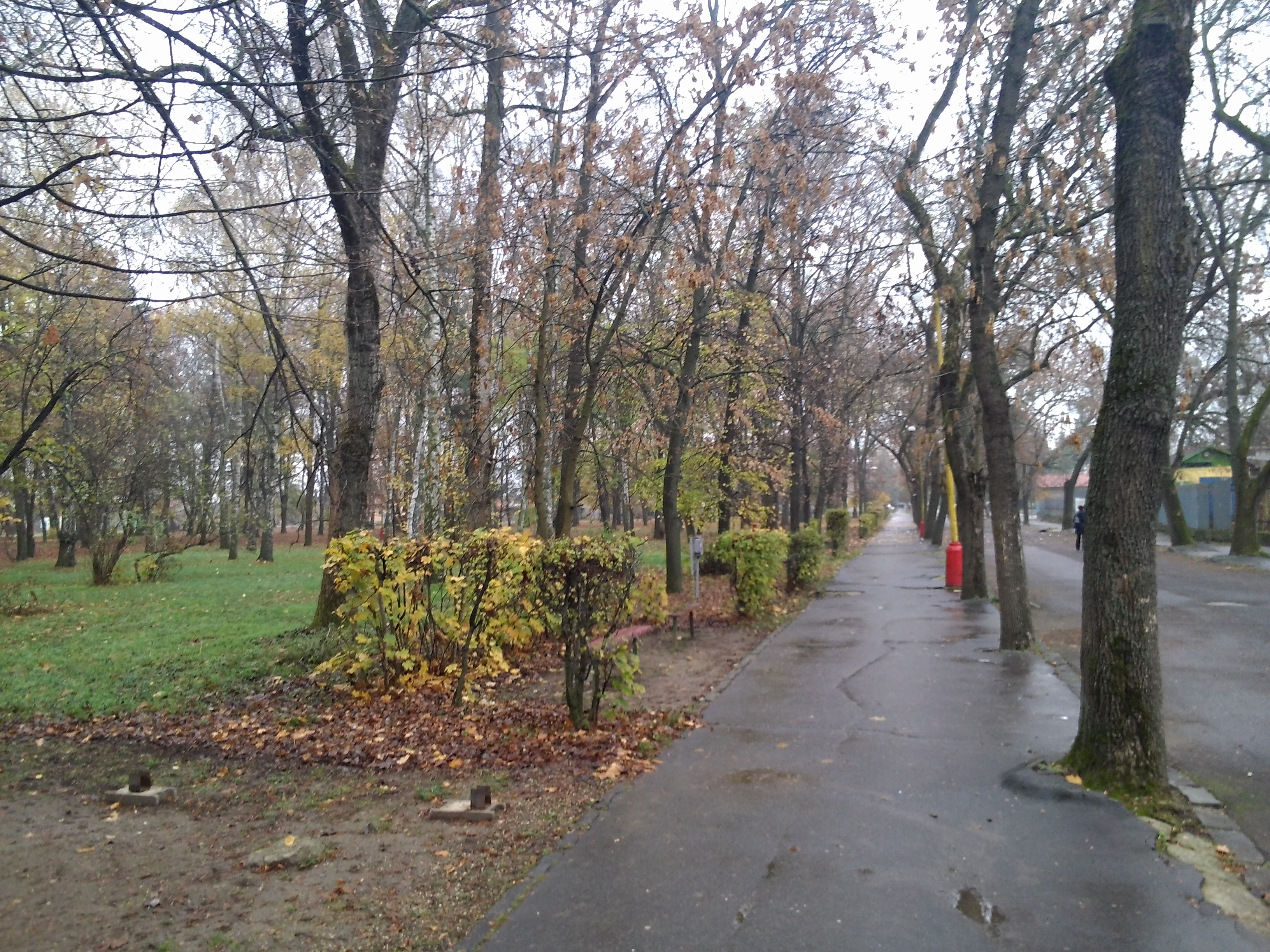
Městský park
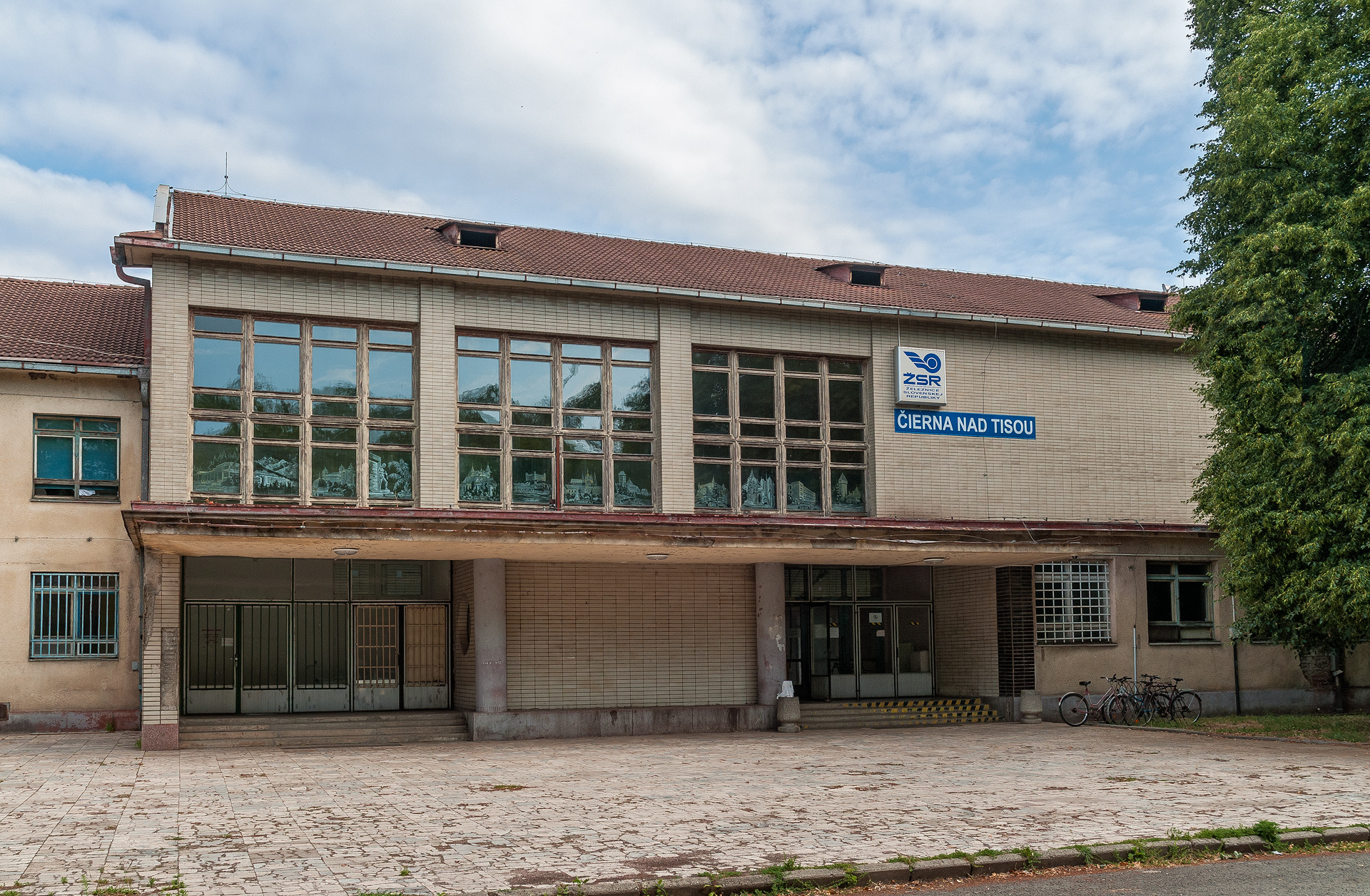
Budova železniční stanice
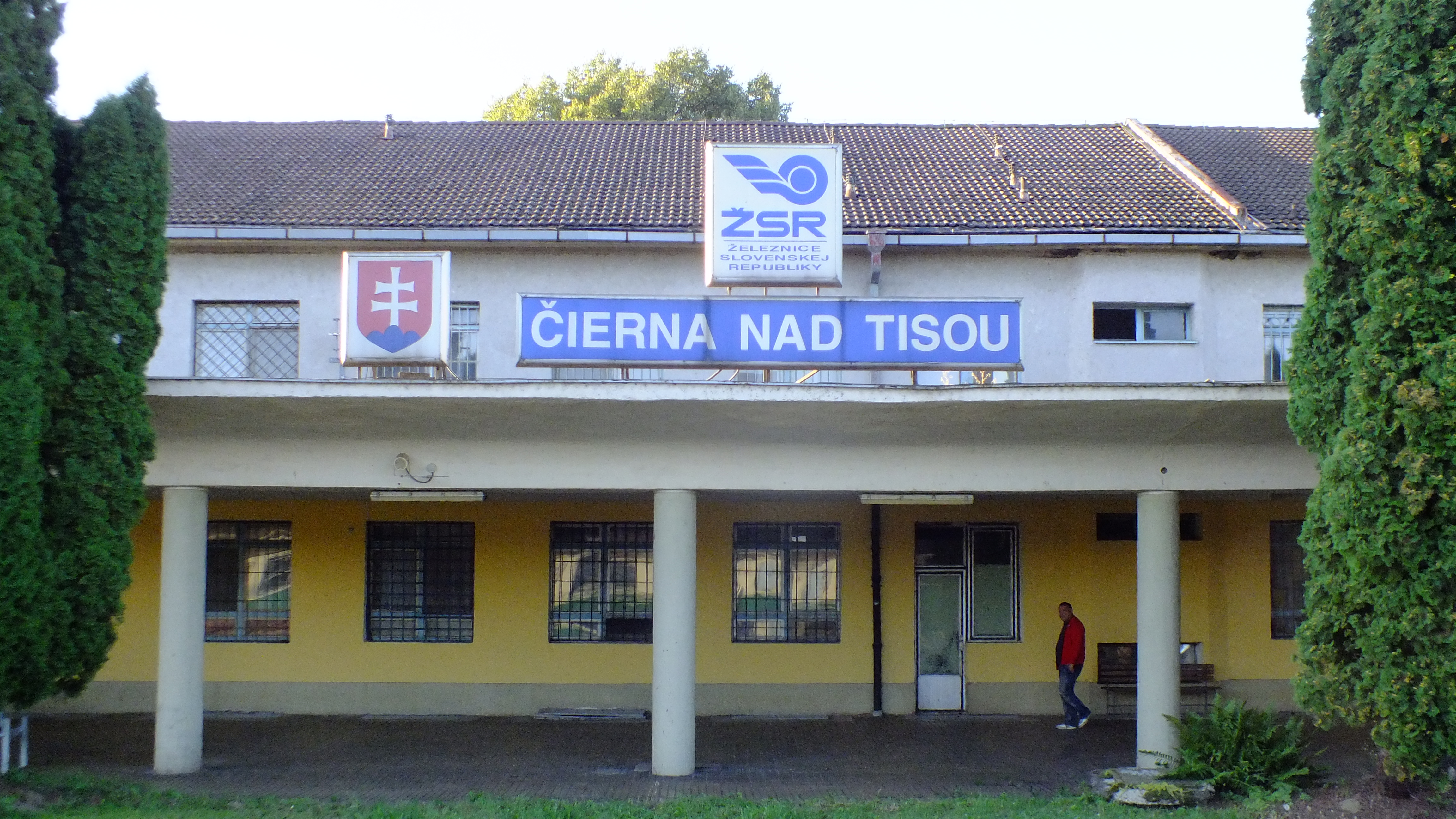
Staniční budova z kolejiště
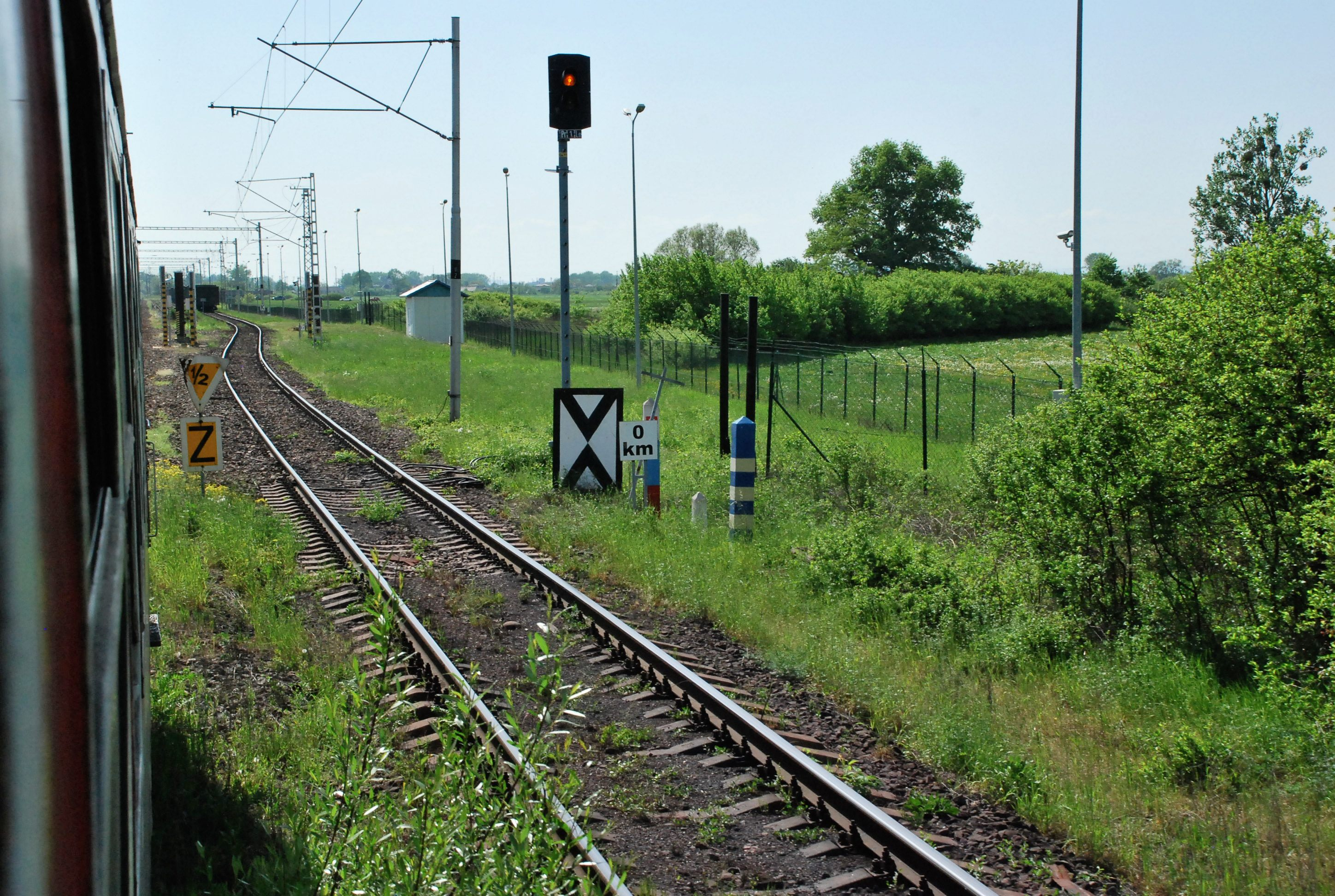
Slovensko-ukrajinská státní hranice
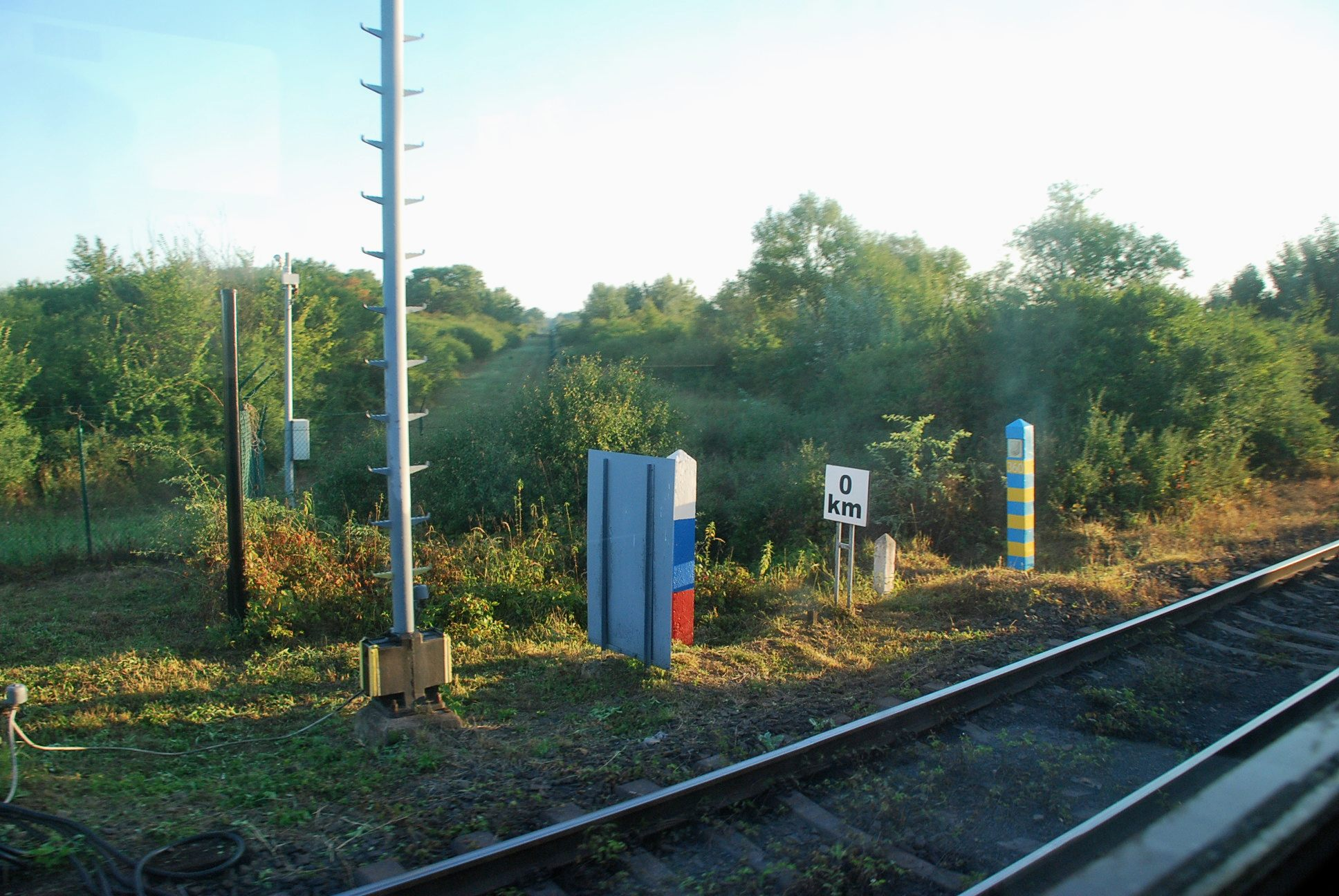
Hraniční kámen
- Přechod hranice
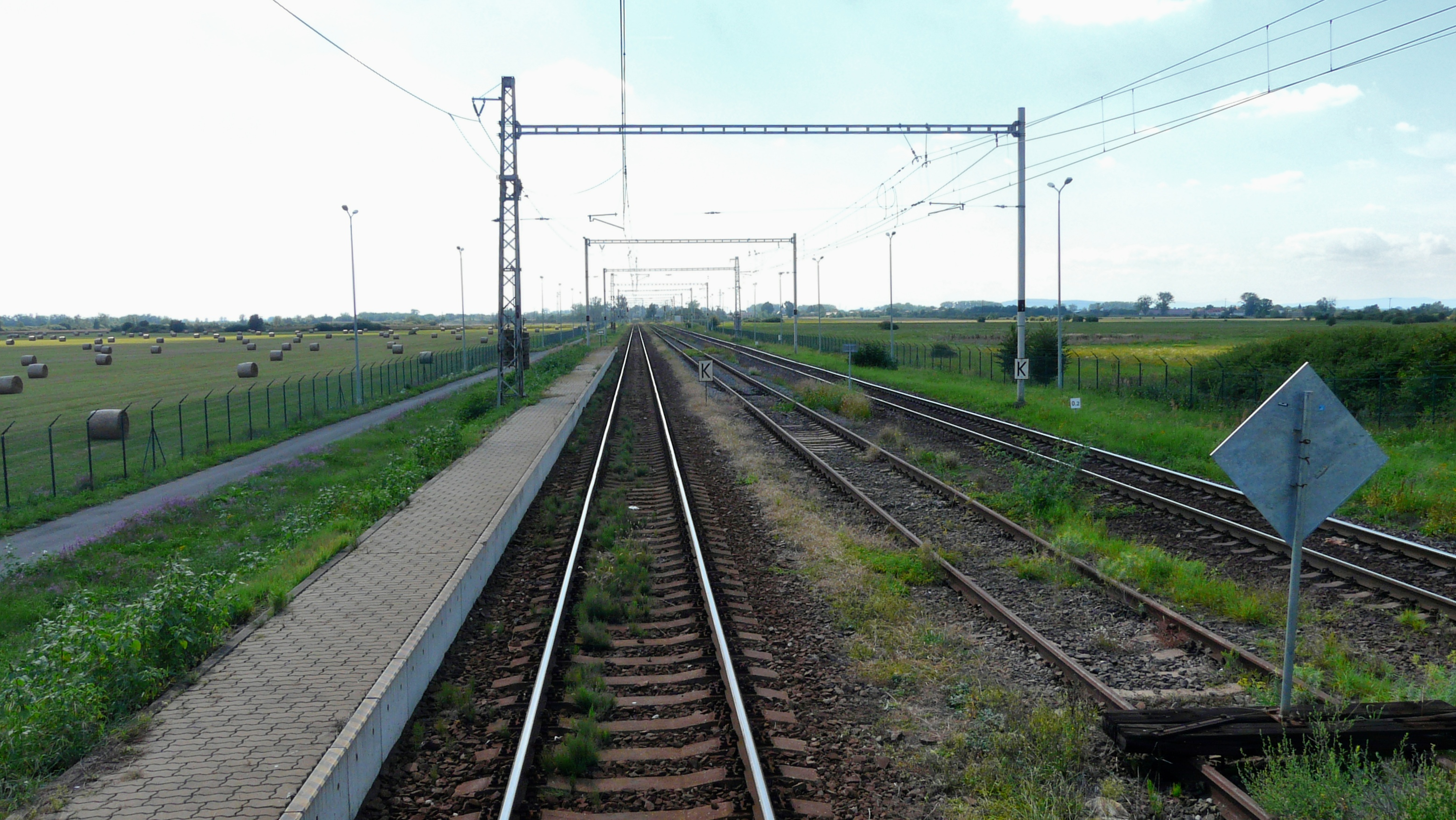
Pasová kontrola